# Kaituna River
Der Kaituna River ist ein Fluss in der Region Bay of Plenty auf der Nordinsel Neuseelands. Er ist der Abfluss des Lake Rotorua und Lake Rotoiti, er fließt dann 45 km nach Norden, kreuzt den State Highway 2 und mündet nordöstlich von Te Puke in die Bay of Plenty.  Der Fluss teilt sich hier auf,  ein Arm des Flusses mündet dabei in nördliche Richtung direkt ins Meer, der andere bildet in Richtung Westen ein lagunanartiges Ästuar, Maketu Estuary.

## Auseinandersetzung zur Verschmutzungen
In den 1970er Jahren litt der Lake Rotorua an zunehmender Eutrophisierung. Daher schlug das Ministry of Works vor, einen Teil des Abwassers zu erfassen und direkt in den Fluss einzuleiten. Die ortsansässigen Iwi der Māori klagten dagegen beim Waitangi Tribunal. Sie beklagten eine Beleidigung anderer Iwi, durch die eigenes Mana verloren ginge sowie die Zerstörung des mauri (Lebenskraft) des Flusses, was nach ihrem Glauben dazu führt, dass die Fähigkeit des Flusses Wasserlebewesen zu erhalten zerstören würde. Die Stellungnahme des Ministry of Works stellte hingegen fest, dass das Konzept von „maui“ im Wesentlichen religiöser Natur sei und nicht wissenschaftlich fundierbar, auf der anderen Seite würde die Verdünnung des Abwassers übermäßige Verschmutzung vermeiden und die Kosten auf einem erträglichen Niveau halten.
Die traditionelle Kultur der Māori trennt hingegen nicht zwischen Religion und Wissenschaft, wie es heutige westliche Kulturen tun.
Letztlich entschloss man sich dann 1990 doch, mit dem Rotorua Land Treatment Scheme die Abwasserbehandlung so weit zu verbessern, dass 80 % des Stickstoffs und der Phosphate aus dem Abwasser im Zufluss des Sees und der Ausbringungsmengen der Landwirtschaft entfernt werden, um die Eutrophisierung zu reduzieren und die kulturellen Wünsche der Māori zu befriedigen.

## Stromerzeugung
Am Oberlauf des Flusses gab es ein kleines Wasserkraftwerk, das von 1901 bis 1936 betrieben wurde und das erste durch die neuseeländische Regierung gebaute Wasserkraftwerk war. Es gab mehrere Pläne für ein größeres Kraftwerk, die wegen der hohen Kosten jedoch nicht realisiert wurden.

## Freizeitnutzung
Der Oberlauf des Flusses mit seinem Wildwasser wird seit 1991 regelmäßig zum Kajakfahren und Rafting verwendet. Dabei werden mit den Rafts auch die 7 m hohen Tutea Falls in der Nähe der kleineren Okere Falls befahren. Auch Angeln auf Forellen ist möglich.
Der Zugang zur oberen Schlucht ist mit einem Slalomkurs ausgestattet, der von Mannschaften für ihr Training vor Welt- und Olympiameisterschaften genutzt wurde.